# Arrondissement de Loudia Ouoloff
L'arrondissement de Loudia Ouoloff est un arrondissement du Sénégal, situé dans le département d'Oussouye, une subdivision de la région de Ziguinchor dans la région historique de Casamance dans le sud du pays.
Il est situé à l'est du département d'Oussouye, autour d'Oussouye, et est composé de deux communautés rurales.

## Arrondissement de Loudia Ouoloff
Communautés rurales :
| Mlomp CR | Oukout CR |
| --- | --- |
| 19 villages : - Baguigui - Bouhimban - Ebrouway - Efissao - Elinkine - Eloudia - Haer - Hassuka - Jikomol - Jiromait - Kadjifolong - Kafone - Kagnao - Loudia Ouoloff - Ouyoho - Ponta (Petite Ponta) - Sam Sam - Samatit - Santhiaba | 19 villages : - Batinière - Boukitingho - Carounate - Diakène Diola - Diakène Ouolof - Diantene - Djivente - Edioungou - Eloubaline - Emaye - Kahinda - Niambalang - Oukout Eteilo - Oukout Madiop - Senghalène - Siganar Boulouf - Siganar Houssal - Siganar Katakal - Siganar Kaboumkout |